# De drei Vügelkens
De drei Vügelkens (Die drei Vögelchen) ist ein Märchen (ATU 707). Es steht in den Kinder- und Hausmärchen der Brüder Grimm an Stelle 96 (KHM 96) auf Plattdeutsch. Zudem ist es auch in Österreich sowie im dänischen, rätoromanischen, französischen, baskischen, spanischen, italienischen, slowakischen, ungarischen und bulgarischen Sprachraum bekannt.

## Inhalt

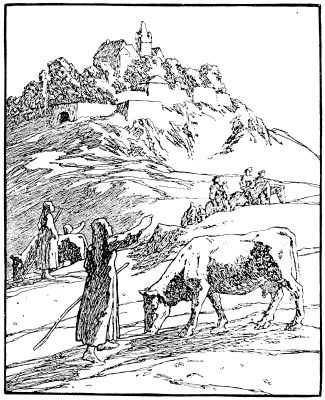
Illustration von Otto Ubbelohde, 1909

Drei Kuhhirtinnen am Köterberg, Schwestern, sehen den König mit zwei Ministern zur Jagd reiten und wollen unbedingt nur sie heiraten. Der König hört das und erfüllt ihren Wunsch, denn sie sind sehr hübsch. Er freit die älteste und schönste Schwester. Sie bekommen einen Sohn mit einem roten Stern, noch einen Sohn und eine Tochter. Doch leider ist der König jeweils grade verreist. Die Schwestern aber bekommen keine Kinder und werfen die Kinder in die Weser, wobei jeweils ein singender Vogel auffliegt. Dem König sagen sie, die Königin hätte junge Hunde und eine Katze geboren. Nach der dritten vermeintlichen Tiergeburt ist die Geduld des Königs am Ende: Er lässt seine Frau ins Gefängnis werfen.
Ein Fischer rettet die Kinder jeweils aus dem Fluss und da er und seine Frau kinderlos sind, nehmen sie sie auf. Die Kinder wachsen zusammen heran. Als der Älteste eines Tages von anderen Kindern von seinem Schicksal erfährt, geht er seinen leiblichen Vater suchen. Er begegnet einer alten Fischerin, die ihn über ein großes Wasser trägt. Nachdem er ein Jahr lang nicht zurückkehrt, folgt ihm der zweite Sohn. Auch ihn trägt die Fischerin über das Wasser. Nachdem auch er nicht zurückkehrt, möchte die Tochter ihre beiden Brüder suchen. Die Fischerin trägt auch sie hinüber. Da die Tochter freundlich zu der Fischerin ist, zeigt diese ihr den Weg. Noch dazu erhält sie von ihr eine Rute und den Rat, an einem großen schwarzen Hund schweigend, ohne zu lachen oder ihn anzusehen, vorüberzugehen. Weiterhin soll sie an der Schwelle eines Schlosses die Rute fallen lassen und geradewegs hindurchgehen. Dort wächst ein Baum aus einem alten Brunnen heraus. In seinen Zweigen hängt ein Vogel in einem Käfig. Diesen sowie ein Glas Wasser soll sie mitnehmen, denselben Weg wieder zurückgehen, die Rute wieder aufnehmen und auf dem Rückweg den Hund ins Gesicht schlagen. Auf dem Rückweg findet sie ihre Brüder, die erfolglos die halbe Welt durchsucht haben. Sie befolgt den Rat der Fischerin und schlägt mit der mitgenommenen Rute den Hund, der sich in einen schönen Prinz verwandelt. Er geht mit ihnen bis zum Wasser. Die Fischerin freut sich, dass alle wieder da sind, und trägt sie wieder hinüber. Danach verlässt sie den Fluss, denn sie ist nun auch erlöst. Bei ihrem Pflegevater, dem Fischer, angekommen, freuen sich alle über ihr Wiedersehen. Der Vogel im Käfig wird an die Wand gehängt.
Zufällig gehen der König und der zweite Sohn gleichzeitig auf die Jagd. Der König herrscht den Sohn an, wer ihm das Jagen erlaubt hätte und lässt sich von ihm zu dessen Pflegevater führen. Dieser erzählt dem König die ganze Geschichte. Das Vögelchen beginnt ein Lied zu singen, in welchem es die Missetat der Königsschwestern enthüllt. Daraufhin begeben sich alle zum Königsschloss, wo der König seine mittlerweile kranke und ausgezehrte Frau wieder frei lässt. Ihre Tochter heilt sie mit dem Wasser und heiratet den Prinzen. Die bösen Schwestern werden verbrannt.

## Herkunft

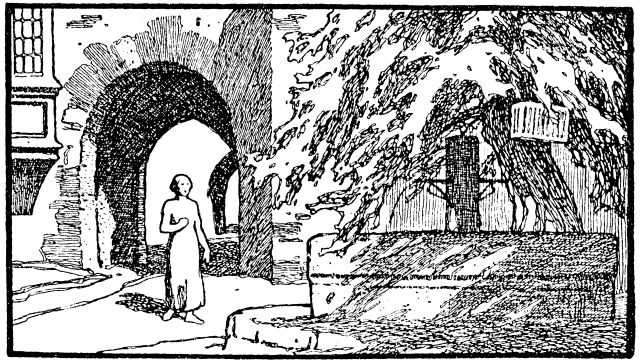
Illustration von Otto Ubbelohde, 1909

Das Märchen steht in den Kinder- und Hausmärchen ab dem zweiten Teil der 1. Auflage 1815 (da Nr. 10) an Stelle 96 (es existiert auch eine Handschrift von Grimm und eine von Ludowine von Haxthausen). Grimms Anmerkung beschreibt den Köterberg, um den sechs Dörfer liegen, woher das Märchen stammt (laut einem Brief Wilhelm Grimms fragten sie einen Schäfer). Das „Helo! Helo!“ der Schwestern ist dort übliche Verständigung unter Hirten. Sie vergleichen Märchen bei Wolf, Meier, Pröhle und vor allem Die Geschichte der zwei neidischen Schwestern aus 1001 Nacht (Nacht 756) und Ancilotto Re di Prouino bei Straparola (4,3). Letzteres ähnelt auch la Belle-Etoile bei Aulnoy und ungarisch bei Gaal Nr. 16. Sie betonen die Unabhängigkeit der deutschen Überlieferung, die bald mehr mit der arabischen, bald mit der italienischen übereinstimmt. Der Vogel und die Lilie sind der unsterbliche Geist, vgl. KHM 9, 47, zum Wasser des Lebens vgl. KHM 97. Vgl. später in Bechsteins Deutsches Märchenbuch Nr. 65 Die Knaben mit den goldnen Sternlein.
Der Satz des Königs „Was Gott tut, das ist wohlgetan“, der in die Druckfassung eingefügt wurde, spielt laut Hans-Jörg Uther auf das so lautende Kirchenlied von Samuel Rodigast an.
Im 19. Jahrhundert mündlich überlieferte Texte mit einem heilenden Vogel gehen wohl meist auf eine Fassung Christoph Wilhelm Günthers von 1787 zurück.
Grimms Hinweis auf Wolf bezieht sich wohl auf Die drei Königskinder. Theodor Vernaleken veröffentlichte in seinem Werk Kinder- und Hausmärchen in den Alpenländern (Wien 1863) eine ähnliche Version mit zwei Brüdern, die den Titel Der klingende Baum erhielt.

## Nichtdeutsche Versionen
Eine dänische Version von Evald Tang Kristensen, die im Deutschen den Titel Der sprechende Vogel erhielt, wurde 1902 von ebenjenen nach der Erzählerin Ane Marie Nielsen in Egsgård Mark, Ringive (Ostjütland) aufgezeichnet. Dieser ähnlich ist eine baskische Version aus Wentworth Websters Basque legends (London 1879), die von Catherine Elizondo erzählt wurde und ins Deutsche als Der singende Baum, der Vogel, der die Wahrheit sagt, und das Wasser, das jung macht übersetzt wurde. Ernst Tegethoffs Übersetzung einer französischen Version von L. Morin bekam im Deutschen den Titel Der Vogel, der alles sagt. Eine weitere französische Variante aus Emmanuel Cosquins Contes populaires de Lorraine wurde im Deutschen mit Der Vogel der Wahrheit betitelt. Italienische Versionen erschienen in Giovanni Francesco Straparolas Tredeci piacevoli notti (dt. Titel: Das tanzende Wasser, der singende Apfel und der leuchtend-grüne Vogel), Vittorio Imbrianis La novellaja fiorentina (1877, dt. Titel: Das sprechende Vöglein; Italo Calvino überarbeitete diese Version, dt. Titel: Vogel Leuchtendgrün) und Paul Heyses Italienische Volksmärchen (München 1914, dt. Titel: Die drei Schwestern). Eine Version aus Mallorca, die aus dem Werk Aplech de Rondayes Mallorquines d’En Jordi des Recó von Antoni Maria Alcover stammt und von Eulària Garrovera aus Manacor erzählt wurde, trägt im Deutschen den Titel Das Vöglein mit den sieben Zungen.
Frank Wollmans slowakische Version wurde 1942 in Haniska, Prešov von J. Baja nach dem Erzähler Ondrej Pavlík aufgezeichnet. Im Deutschen erhielt sie den Titel Das sprechende Vöglein, der singende Baum und das goldgelbe Wasser. Eine bulgarische Version von Knižici bekam im Deutschen die Titel Die drei Schwestern und Drei Schwestern (Solun 1889). Dieser ähnlich ist eine weitere bulgarische Version, die im Deutschen den Titel Die Söhne mit den goldenen Haaren trägt. Ungarische Versionen finden sich in Gyula Ortutays Mihály Fedies erzählt (Budapest 1940, dt. Titel: Die beiden goldhaarigen Geschwister) und in Elisabet Róna-Sklareks Ungarische Volksmärchen (Leipzig 1909, dt. Titel: Fee Ilona und der goldhaarige Jüngling), wobei in diesen der sprechende Vogel nicht vorkommt und in letzterer die Fee Ilona dem König die Wahrheit verkündet.
Eine kurze rätoromanische Variante, die im Deutschen den Titel Der Vogel, der die Wahrheit sagt bekam, wurde in Camplium bei Trun erzählt und entstammt der Sammlung von Caspar Decurtins. Die erste deutschsprachige Fassung dazu veröffentlichte D. Jecklins 1874 in seinem Werk Volksthümliches aus Graubünden, in dem das Märchen den Titel Vom Vöglein, das die Wahrheit erzählt trägt. Der rätoromanische Urtext des Märchens erschien erstmals 1877 als Igl utschi, che gi la verdat in Romanische Studien von Ed. Boehmer. Der gleiche Text ist auch in der Rätoromanischen Chrestomathie (1901, Nr. 13) zu finden.